# Ixodes capromydis
Ixodes capromydis este o specie de căpușe din genul Ixodes, familia Ixodidae, descrisă de Cerny în anul 1966.
Este endemică în Cuba. Conform Catalogue of Life specia Ixodes capromydis nu are subspecii cunoscute.